# Adolphe Franck
Adolphe Franck (1 de diciembre de 1810, Liocourt, Francia – 11 de abril de 1893, París, Francia) fue un filósofo francés, a la vez un filósofo espirtualista y ecléctico (en la línea de Victor Cousin), filósofo del judaísmo y filósofo del derecho.

## Biografía
Estudió en la escuela de Liocourt, donde tenía un profesor para los judíos, Moïse Créhange, y después estudió preparatorios hebraicos en Nancy con Marchand Ennery, al tiempo que prosiguió con su formación no religiosa. Tras haber estudiado filosofía en el Colegio Real de Nancy, cursó estudios de filosofía, derecho y literatura en la Universidad de Toulouse. Al no haber podido obtener una beca para continuar con sus estudios rabínicos, decidió estudiar medicina, para optar finalmente por la filosofía. En 1832, se clasificó primero en la 'agrégation' de filosofía y, el mismo año, terminó su doctorado en letras. Posteriormente, enseñaría filosofía en colegios de Douai, Nancy y en el Liceo Charlemagne de París, donde tendría como alumnos a Edmond About y a Francisque Sarcey.
En 1840, abrió un curso libre de filosofía social en la Sorbona que se vería obligado a interrumpir por una enfermedad que le llevaría a residir en Pisa por un tiempo. En 1844, su obra sobre la Cábala, calificada por Jules Michelet como "obra maestra de la crítica", le hizo ser elegido, con tan solo 36 años, como miembro de la Academia de Ciencias Morales y Políticas. Ese mismo año, mientras comenzaba a aparecer el Dictionario de las ciencias filosóficas que redactó junto a una cincuentena de colaboradores, se convirtió en miembro del Consistoire central des Israélites de Nancy. En 1848, se presentó a las elecciones legislativas del departamento de Meurthe, sin éxito. De 1849 a 1852, sustituyó a Jules Barthélemy-Saint-Hilaire en la cátedra de filosofía griega y latina del Collège de France. En 1852, se convirtió en conservador adjunto de la Bibliothèque impériale. De 1854 a 1881, impartió un curso sobre derecho natural y de gentes en el Collège de France. Desde 1882, fue miembro de la Société des études juives, de la cual se convierte en presidente en 1888. También fue miembro del Conseil supérieur de l'instruction publique et se cuenta entre los fundadores y presidentes de la Ligue de la Paix et de la liberté et de la Ligue nationale contre l'athéisme, donde fundó en 1888 la revista La Paix sociale.
En un libro poco conocido, Franck es, como Maurice Block, uno de los primeros críticos de "El Capital" de Marx : la "quimera monstruosa" hostil "a Dios y la civilización" conduciría a un "plan de trabajo forzado."  Atacado por los socialistas, atacado por los antisemitas, Franck es atacado por defender la noción de sentido común.
Además de una veintena de obras, Adolphe Franck es autor de numerosas contribuciones a las publicaciones de la Académie des sciences morales et politiques, de los Archives israélites de France, del Journal des débats et del Journal des savants.

## Retrato
Alfred Fouillée:
"Sincero, nadie lo fue más que él, de una sinceridad ardiente, que terminaba a veces por parecerse a la pasión. Desde el mismo momento en que una idea que creía verdadera se apoderaba de él, ésta lo poseía por completo y él ya no veía nada más y la sostenía contra todos con una fuerza que los años nunca pudieron vencer. Sus ojos brillaban con una llama interior. Su discurso entrecortado e incisivo parecía cortar un nudo gordiano. Si se hubiera encontrado a sus mejores amigos entre los adversarios de su idea, los habría atacado con tanto ímpetu como el que habría empleado con sus enemigos. La filosofía era, para él, una verdadera religión. Unido al culto israelita por las más que respetables tradiciones de la familia y de la raza, siempre se mantuvo, sin embargo, como un filósofo independiente y nunca admitió otra autoridad que la de la razón, la de la consciencia; sin embargo, tenía un temperamento de apóstol. Sus discursos parecían, como a menudo se ha señalado, un eco lejano de los profetas de Israel".
Jean-Barthélemy Hauréau:
"Su moral no había sufrido los achaques de la edad; su pasión de juventud, no solo por la filosofía en general, sino también por algunas doctrinas filosóficas, la había conservado por completo y, siempre dispuesto a responder, no habría nunca temido a la contradicción, sino que, más bien, la habría provocado. Era el valor mismo. [...] Era, sobre todo, un moralista; un moralista intransigente, por carácter y por deber".

## Aspectos de su obra
El Diccionario de ciencias filosóficas, de unas 1.800 páginas y al cual Adolphe Franck contribuyó con un gran número de artículos, está consagrado sobre todo a la historia de la filosofía y a las «cuatro formas del pensamiento humano» que deben, según él, ser objeto de una “conciliación progresiva”: naturalismo, idealismo, escepticismo, misticismo. Sin embargo, los mejores trabajos filosóficos del siglo XIX en el dominio del criticismo y de las ciencias experimentales, sobre todo en materia de percepción y de psicología, prácticamente no están tratados.
Una parte importante de la obra de Adolphe Franck está dedicada al judaísmo. En La Kabbale ou La Philosophie Religieuse des Hébreux, lleva a cabo un análisis en profundidad del Séfer Ietzirá y del Zohar y pone en paralelo los conceptos filosóficos de la Cábala con los de Platón, los de Filón de Alejandría, los del cristianismo, los del gnosticismo y los de las antiguas religiones caldeas. Llegó a la conclusión de que los origines de la Cábala se deben buscar en el zoroastrismo, en la época del primer exilio judío, es decir, bastante antes de sus primeras manifestaciones escritas (mediados del siglo XIII). Sobre el misticismo, Adolphe Franck publicó igualmente varios ensayos sobre las filosofías orientales así como un importante estudio sobre los orígenes del martinismo.
El aspecto más innovador de la filosofía de Adolphe Franck está en el campo de los fundamentos del derecho civil y, sobre todo, del derecho penal. Al principio de expiación como fundamento de la pena, así como al pretendido derecho de castigo, entendido como “recompensar el mal con el mal”, él opone el derecho de conservación de la sociedad, es decir, su derecho de legítima defensa contra todo aquel que intente destruirla. De aquí derivan otros dos derechos de la sociedad: el derecho de intimidación y el derecho de reparación. Según Alfred Fouillée, a la teoría de Adolphe Franck "no le falta ni originalidad ni audacia; constituye un progreso considerable con respecto a las doctrinas de Kant, de Cousin, de Guizot, del duque de Broglie, así como con respecto a las teorías utilitaristas o con respecto a las teorías puramente médicas".

## Principales publicaciones
- Des Révolutions littéraires, thèse de littérature présentée à la Faculté des lettres de Toulouse 1832
- Esquisse d'une histoire de la logique, précédée d'une analyse étendue de l'Organum d'Aristote 1838; 1898
- La Kabbale ou La Philosophie Religieuse des Hébreux 1843; 1889, 1892. Reedición  : Slatkine, Genève, 1981 Traducción inglesa en línea
- Dictionnaire des sciences philosophiques par une Société de professeurs et de savants, sous la direction de M. Ad. Franck, de l'Institut 6 v. 1844-1852; 1875: 1885
- De la Certitude, rapport à l'Académie des sciences morales et politiques, précédé d'une introduction sur les devoirs de la philosophie dans les temps présent de la société 1847
- Le Communisme jugé par l’histoire 1848; 1849; 1871
- Études orientales 1861; 1864
- Réformateurs et publicistes de l'Europe, Moyen Âge, renaissance 1864
- Philosophie du droit pénal 1864; 1880; 1888
- Philosophie du droit ecclésiastique, des Rapports de la religion et de l'État 1864; 1885
- La Philosophie mystique en France à la fin du XVIIIe siècle: Saint Martin et son maître Martínez Pasqualis 1866
- Philosophie et religion 1867; 1869
- Éléments de morale 1868; 1872; 1872; 1885
- La Morale pour tous 1868; 1873; 1880; 1884
- Moralistes et philosophes 1872; 1874
- Philosophes modernes, étrangers et français 1879
- Réformateurs et publicistes de l'Europe, XVIIe siècle 1881
- Essais de critique philosophique 1885
- Philosophie du droit civil 1886
- Nouveaux essais de critique philosophique 1890
- Réformateurs et publicistes de l'Europe, XVIIIe siècle 1893
- Nouvelles études orientales 1896